# Dirka po Franciji 1936
Dirka po Franciji 1936 je bila 30. dirka po Franciji, ki je potekala leta 1936.

## Pregled
| Kategorije                          | Podatki                             |
| ----------------------------------- | ----------------------------------- |
| Začetek-konec                       | Pariz - Pariz 4,418 21 31.108 90 43 |
| Dolžina (km)                        |                                     |
| Število etap                        |                                     |
| Povprečna hitrost zmagovalca (km/h) |                                     |
| Kolesarjev                          |                                     |
| Tekmo končalo                       |                                     |